# Пурим
Пурим (хебр.  — „ж(д)ријеб”), по Даничићевом преводу Фурим, јеврејски је празник којим се обиљежава спашавање јеврејског народа од геноцида од стране првог намјесника Ахеменидског царства — Амана. Догађај је препричан у Књизи о Јестири и обично се као датум наводи 5. вијек прије нове ере.
Аман је био везир персијског цара Асвира или Ахашвероша (Ксеркс  или Артаксеркс , односно Кшајарша и Артакшер на староперсијском) и планирао је да побије све Јевреје у царству. Његов планове осујетили су Мардохеј и Јестира, његова рођака и усвојена ћерка која је постала персијска царица, након што се удала за цара Асвира. Дан избављења постао је дан гозбе и весеља.
Према Књизи о Јестири, те дане би сви Јевреји требало да празнују гостећи се, веселећи се и шаљући поклоне једни другима, као и дарове сиромашнима. Пурим се прославља размјеном поклона у виду хране и пића, познате као мишлоах манот, давањем прилога за сиромашне познато као матанот лаевјоним, одржавањем празничног оброка познатог као сеудат пурим, јавним рецитовањем („читањем мегиле”) Књиге о Јестири, познато као криат мегила, обично у синагогама, као и читањем додатака свакодневним молитвама познато као ал ханисим.
Остали обичаји укључују ношење маски и костима, јавне прославе и параде (Адлојада) и једење хоменташа („Аманов чеп”); мушкарци се подстичу да пију вино или било које друго алкохолно пиће. Често се пореди са Ноћу вјештица, због ношења костима и учествовања у карневалима.
Према хебрејском календару, Пурим се прославља сваке године 14. дана мјесеца адара (а слави се на адар II у хебрејским преступним годинама које се дешавају сваке двије до три године), дан послије побједе Јевреја над њиховим непријатељима. У градовима који су у вријеме Исуса Навина били заштићени околним зидинама, Пурим се прослављао 15. дана у мјесецу адар и био је познат као шушан пурим, пошто су се борбе у граду Шушану наставиле послије 14 дана Адара. У модерно доба, само Јерусалим и још неколико градова славе Пурим 15. дана адара.

## Име и датум
Пурим је множина хебрејске ријечи „пур“ (позајмљеница ријечи „пуру“ са акадског језика), што значи „пуно“. Његова употреба као назив празника потиче из књиге о Јестири 3:6–7, гдје се описује избор датума:
6: […] пошто му је речено ко је Мардохејев народ, Аман је сковао завјеру да уништи све Јевреје, Мардохејев народ, широм Асвировог царства.
7: Првог мјесеца, то јест, мјесеца нисана, дванаесте године цара Асвира, пур — што значи „жријеб“ — био је бачен пред Амана за сваки дан и сваки мјесец, [све док није пао на] дванаести мјесец, односно мјесец адар.
Према хебрејском календару, прославља се сваке године 14. адара, што је шести мјесец хебрејске године. У хебрејским преступним годинама, када се додаје још један мјесец који се назива адар I, обични адар се тада назива адар II и бива 13. мјесец у библијској, односно седми мјесец у грађанској години; у преступним годинама углавном се слави 14. адара , док неке организације тада славе и „мали Пурим“ (Пурим катан) 14. адара I, а затим Пурим 14. адара II, што обично спада у марту по грегоријанском календару. Неки Караитски Јевреји у преступним годинама славе Пурим 14. адара I као обични Пурим и не славе други 14. адара II, због тога што је адар I тада 12. мјесец у библијској години, за који је у Књизи о Јестири речено да се прославља Пурим.

## Наратив Пурима
Књига о Јестири почиње шестомјесечном (180-дневном) гозбом коју је приредио персијски цар Асвир за војску, Медију, сатрапе и кнезове 127 провинција његовог царства, након чега је приредио седмодневну гозбу и опијање за становнике Шушана (или Сусана), богате и сиромашне, док је царица Астина приредила одвојену гозбу за жене у царском двору.
Последњег дана седмодневне гозбе, Асвир је пијан и на наговор својих дворјана, наредио својој жени Астини да „покаже своју љепоту“ пред племићима и народом, носећи своју царску круну. Рабини усмене Торе протумачили су то као да је желио да она носи само своју круну, односно да је тражио да буде гола. Царица је то одбила, због чега се цар наљутио и одлучио је да је уклони са положаја и наредио је да му се представе све младе жене, како би могао да изабере нову царицу која ће замијенити Астину. Једна од њих била је Јестира, која је као млада остала сироче и о којој је бринуо њен први рођак Мардохеј. Цар јој је показао наклоност и постала је његова нова жена. Она није открила своје поријекло нити да је Јеврејка, јер јој је Мардохеј савјетовао да то не ради. На основу избора ријечи коришћених у тексту и због чињенице да Тора дозвољава ујаку да ожени своју нећаку, неки текстови из рабинске књижевности наводе да је она заправо била Мардохејева жена.
Убрзо након тога, Мардохеј је открио завјеру двојице чувара палате, Вихтана и Тереса, да убију Асвира. Они су ухапшени и објешени, а Мардохејева служба цару је забиљежена у дневним записима двора.
Асвир је поставио Амана за свог намјесника, првог послије цара и наредио је да му се сви поклоне, што је Мардохеј, који је сједио на капији палате, одбио јер је сматрао да треба да се клања само Богу и пао је у Аманову немилост. Након што је сазнао да је Мардохеј Јеврејин, Аман је испланирао да убије и њега и цијелу јеврејску мањину у царству. Цару је испричао да широм његовог царства постоји расијан народ чији су закони другачији и који не извршавају царске законе и тражио је од цара дозволу да их истријеби, а да ће он обезбиједити 10.000 талената сребра да се донесе у ризницу. Цар му је дао свој прстен, рекавши му да задржи сребро а да са народом ради шта хоће. Аман је 13. синана преко писара написао писма свим царевим намјесницима, војводама и кнежевима свих народа, која је запечатио царевим прстеном, а з којем је написао да се побију и истријебе сву Јудејци, и млади и стари, 13. адара. Када је Мардохеј сазнао за планове, обукао је костријет и посуо се пепелом у знак жалости и јавно је плакао идући по граду, а многи други Јевреји у царству су радили исто то, уз широко распрострањено покајање и пост. Мардохеј је дошао пред врата палате, али му није било дозвољено да уђе у костријети; дјевојке и дворјани Јестирини су јој јавили и она му је по њима послала одјећу да се преобуче како би могао да уђе, али он није хтио да је прими. Јестира је послала Атаха, који јој је био додијељен да је служи, да сазна шта је Мардохеју, који му је испричао шта се догодило и дао му је препис заповијести да се истријебе Јудејци, да га покаже Јестири и да јој каже да оде код цара да га моли за свој народ. Јестира му је по Атаху поручила да никоме није дозвољено да оде код цара непозван, јер му у супротном пријети смртна казна и да је може спасити само ако јој цар пружи златну палицу, а она није била позвана 30 дана.
Мардохеј јој је поручио да у палати неће бити сигурнија од било ког другог Јеврејина, а да ће, ако буде ћутала, стићи спас за Јевреје из неког другог краја, али ће она и кућа њеног оца пропасти, као и да је можда уздигнута на положај царице да би била од помоћи баш у таквој ситуацији. Јестира му је поручила да окупи све Јудејце у Сусану и да посте за њу три дана и три ноћи, да ће она исто урадити са својим дјевојкама и да ће онда отићи код цара иако то закон забрањује, поручивши му „ако погинем нека погинем“. Трећег дана Јестира је отишла у унутрашњост двора, гдје је цар сједио на пријестолу, а кад је видио пружио је златну палицу према њој и упитао је шта хоће, рекавши да ће јој дати и половину царства ако хоће. Јестира му је одговорила да заједно са Аманом дође на гозбу коју је припремила, а на гозби када је опет упитао шта жели, замолила га је да дође поново сјутра са Аманом на гозбу и да ће тада рећи. Аман је након гозбе на капији поново срео Мардохеја, који није хтио да се помјери нити да се поклони, што је поново увриједило Амана, који је подстакнут од своје жене Сересе и пријатеља направио вешала за Мардохеја, са намјером да га ту објеси следећег дана прије гозбе.
Те ноћи цар није могао да спава патећи од несанице и наредио је да му донесу књигу о знаменитим догађајима, коју су му читали. Кад су дошли до записа како је Мардохеј рекао за два дворанима који су планирали завјеру, цар је питао каква му је част учињена за то и речено му је да није урађено ништа. У том тренутку је Аман дошао да каже цару да се објеси Мардохеј на вјешала која је припремио, али га је кад је дошао цар питао шта треба учинити човјеку кога цар хоће да прослави. Аман је мислио да цар мисли на њега и рекао је да му треба донијети царско одијело, дати му коња на којем цар јаше и ставити му царски вијенац на главу, а да неко од највећих кнезова треба да обуче тог човјека којег цар хоће да прослави и да га проведу на коњу по улицама и говоре „овако бива човјеку кога цар хоће да прослави“. Цар му је наредио да узме одијело и коња и да све то што је рекао уради Мардохеју који сједи испред царских врата. Аман га је обукао и водио га на коњу по улицама, а затим је испричао жени и пријатељима шта му се десило, који су му рекли: „кад је од јудејског племена Мардохеј пред којим си почео падати, нећеш га побиједити.“
Касније те вечери, цар и Аман су присуствовали другој гозби коју је припремила Јестира, на којој ју је цар опет питао шта жели; Јестира је тражила од њега да јој поклони њен живот као жељу и њен народ као молбу, рекавши да су она и њен народ продати да их побију и истријебе. Цар ју је упитао ко се усудио да то уради, на шта је она одговорила да им је непријатељ Аман. Цар се наљутио и отишао је у врт, а Аман је остао да моли царицу Јестиру да му поштеди живот; када се цар вратио, Арвона, један од дворана, рекао му је да је Аман код своје куће направио вјешала за Мардохеја, након чега је цар наредио да Амана објесе на њих. Цар је Јестири поклонио Аманову кућу, а Јестира му је рекла ко јој је Мардохеј, коме је тада цар дао прстен, а Јестира Аманову кућу.
Након тога, Јестира је поново молила цара за свој народ, траживши му да пише да се порекну наредбе Аманове да се истријебе сви Јудејци у царству. Цар је рекао Јестири и Мардохеју да пишу у његово име за Јудејце шта хоће и запечате његовим прстеном, јер оно што се пише у његово име и запечати се прстеном не може да се порекне. Они су позвали писаре 23. сивана и написали су писма која су послали у 127 територија царства, написавши сваком народу њиховим језиком и Јудејцима њиховим; у писмима су поручили да цар допушта Јудејцима у свим градовима да се скупе и бране свој живот, да побију и истријебе сваку војску било којег народа или земље која би их напала, као и њихову дјецу и жене и да могу да узму имања народу који побиједе. У сваком граду и територији гдје је стигла наредба почело је весеље, а многи од других народа су постали Јудејци јер их је било страх од Јевреја.
На дан 13. адара, када је требало да се изврши првобитна царева наредба, Јудејци су се скупили у својим градовима како би се бранили, али нико није смио да их нападне, а подржавали су их сви кнежеви, намјесници и управници, јер су се бојали Мардохеја. Јевреји су напали и побили своје непријатеље, убивши 500 људи у Сусану и десеторо Аманових синова, али нијесу дирали плијен, док су широм царства убили 75.000 људи. Када је цар чуо за то, испричао је Јестири и питао је шта жели још. Она га је замолила да допусти Јудејцима да и наредног дана поступају исто и да се десеторица Аманових синова објесе на вјешала. У Сусану су Јудејци убили 300 људи 14. адара, али нијесу дирали плијен, док су у осталим дјеловима царства приредили гозбу, уз весеље.
Мардохеј је преузео положај другог по рангу после цара и наредио је да се 14. и 15. адара сваке године организује прослава и весеље.

## Свето писмо и рабински извори
Примарни извор који се односи на поријекло Пурима је Књига о Јестири, која је постала последња од 24 књиге хебрејске Библије коју су мудраци Великог сабора канонизовали. Датована је у 4. вијек прије нове ере и према Талмуду, била је корекција од стране Велике скупштине оригиналног Мардохејевог текста.
Трактат Мегила у Мишни (редиговано око 200. године нове ере) биљежи законе који се односе на Пурим. Пратеће Тосефта (редиговано у истом периоду) и Гемара (у Јерусалимском и Вавилонском Талмуду редиговано око 400 године нове ере, односно око 600 године нове ере) биљеже додатне контекстуалне детаље као што је тај да је царица Астина била ћерка Валтасара; забиљежени су и детаљи који се слажу са Јосифовим, као тај да је Јестира краљевског поријекла и да је њен пра ујак био Давид, краљ Израела и Јудеје. Јестира се кратко помиње у Трактату Хулин (Бавли Хулин 139б), а о идолопоклонству у вези са обожавањем Амана говори се у Трактату Санхедрин (Санхедрин 61б).
Дјело Естер Раба је мидрашки текст подијељен на два дијела. Први дио је датиран око 500 године нове ере и пружа егзегетски коментар на прва два поглавља хебрејске књиге о Јестири, а такође пружа изворни материјал за Таргум Шени. Сматра се да је други дио можда редигован тек у 11. вијеку нове ере и садржи коментаре на преостала поглавља Књиге о Јестири. Такође садржи додатни контекстуални материјал који се налази у Јосипону (хроника јеврејске историје од Адама до Титовог доба за коју се вјерује да су је написали Јосипон или Јосиф бен Горион).

## Историјски погледи

### Традиционални историчари
Сматра се да је Асвир или Ахашверош име које је коришћено за владара из тог доба, вјероватно Ксеркс  или Артаксеркс  (Кшајарша и Артакшер на староперсијском). Историчар из 1. вијека нове ере, Јосиф Флавије, писао је о поријеклу Пурима у 11. књизи својих Антиквитета о Јеврејима. Он је пратио хебрејску Књигу о Јестири, али је укључио неке додатне материјале који се налазе у грчкој верзији (Септуагинта), тако што он такође идентификује Асвира као Артаксеркса I и пружа текст царевог писма. Такође пружа додатне информације о датирању догађаја који се односе на Језру и Немију. Забиљежио је персијски прогон Јевреја и помиње да су Јевреји били присиљени да обожавају светилишта која су подигли Персијанци.
Јосипон, компилација јеврејске историје из 10. вијека, укључује извјештај о поријеклу Пурима у свом поглављу 4. Он такође прати оригинални библијски извјештај и укључује додатне традиције које се подударају са онима које се налазе у грчкој верзији и онима о којима је писао Јосиф (за кога аутор тврди да је извор), са изузетком детаља писама пронађених у последњим радовима. Такође пружа и друге контекстуалне информације које се односе на јеврејску и персијску историју, као што је идентификација Дарија Медијског као Кировог ујака и таста.
Кратак персијски извјештај о догађајима дао је исламски историчар Абу Џафар Мухамед ибн Џарир ел Табари у својој књизи Историја пророка и краљева (завршена 915. године). Заснивајући свој извјештај на јеврејским и хришћанским изворима, Ел Табари је пружио додатне детаље, као што је оригинални персијски облик „Астурија“ за „Јестиру“. Он сматра да су се догађаји десили у вријеме владавине Ардашира Бахмана (Артаксеркс ), али га мијеша са Ардаширом ел Тавилом ел Ба (Артаксеркс I), док претпоставља да је Асвир име сувладара. Још један кратак персијски извјештај је забиљежио Масуди у књизи Златне ливаде (завршено 947. године). Он помиње јеврејску жену која се удала за персијског цара Бахмана (Артаксеркс II) и избавила свој народ, чиме потврђује ту идентификацију Асвира. Он такође помиње женину ћерку, Хумаи, која није позната у јеврејској традицији, али је присутна у персијском фолклору. Ел Табари је назива Хумани и прича како ју је њен отац (Ардашир Бахман) оженио. Фирдуси у својој књизи Шахнаме (око  1000 н. е.) такође говори о томе да се краљ Бахман оженио са Хумаи.
Библијски коментари из 19. вијека генерално поистовећују Асвира са Ксерксом I Персијским.
Све књиге Старог завјета, осим књиге о Јестири, археолози су открили међу свицима са Мртвог мора у 20. вијеку.

### Савремени научни погледи
Неки историчари из Блиског истока и Персије тврде да Пурим заправо нема историјску основу. Амнон Нецер и Шаул Шакед истичу да су имена „Мардохеј“ и „Јестира“ слична именима вавилонских богова Мардука и Иштар. Научници Мекалоу, Мухамад Дандамаев и Шакед сматрају да је Књига о Јестири историјска измишљотина. Амели Курт сматра да је Књига о Јестири настала у хеленистичком периоду и да показује перспективу персијског двора идентичну класичним грчким књигама. Шакед је истакао да је датум састављања књиге непознат, али да је то било највјероватније не много послије пада Ахеменидског царства, током партског периода, можда у 3. или 2. вијеку прије нове ере. Мекалоу такође истиче да је Херодот забиљежио име царице Ксеркса I као Аместрија (Отанова ћерка), а не као Јестира. Научници Алберт Баумгартен, Давид Сперлинг и Р. Ј. Литман истичу да је, према Херодоту, Ксеркс могао да се ожени само ћерком једног од шест савезника свог оца Дарија .

## Обреди
Пурим има више национални него вјерски карактер, а његов статус празника је на другом нивоу од оних дана које је Тора одредила за свете и током њега се не рецитује Халел. Као такав, према неким властима, пословне трансакције, па чак и физички рад су дозвољени на Пурим под одређеним околностима. Посебна молитва (Ал Ханисим – „За чуда“) се убацује у молитве Амида током вечерњих, јутарњих и поподневних молитви, а такође је укључена у Биркат Хамазон („Милост после јела“).
Четири главне обавезе током дана су слушање јавног читања, обично у синагоги, књиге о Јестири увече и поново следећег јутра (криат мегила), слање поклона за храну пријатељима (мишлоах манот), давање милостиње сиромашнима (матанот лаевјоним), као и једење свечаног оброка (сеудат мицва). Три последње обавезе важе само током дневних сати Пурима.

### Читање Мегиле
Прва вјерска церемонија која се организује за прославу Пурима је читање књиге о Јестири („Мегила“) у синагоги, пропис који се у Талмуду (Мегила 2а) приписује мудрацима Велике скупштине, чији је члан био Мардохеј. Првобитно је тај пропис требало да се поштује тек 14. адара, али је касније рабин Џошуа бен Леви, у 3. вијеку нове ере прописао да се Мегила чита и уочи Пурима. Такође, он је обавезао жене да присуствују читању Мегиле, јер су и жене биле дио чуда. Сматра се да су два разлога зашто су жене играле главну улогу у чуду; први је тај што је управо преко једне жене, царице Јестире, остварено чудесно избављење Јевреја (Рашбам), док је други тај што су и жене биле угрожене геноцидном уредбом и због тога су биле равноправне кориснице чуда (Тосафот).
У Мишни, рецитовање благослова при читању Мегиле није универзално призната обавеза, али Талмуд, касније дјело, прописује три благослова прије читања и један благослов послије читања. Талмуд је додао и неке друге одредбе, као што су та да читалац треба да изговори имена десет Аманових синова у једном даху, да назначи њихову истовремену смрт. Додатни обичај који је вјероватно почео у средњем вијеку је да скупштина наглас рецитује са читаоцем стихове Јестира 2:5, Јестира 8:15–16 и Јестира 10:3, који говоре о пореклу Мардохеја и његовој побједи.
Мегила се чита уз канталацију (традиционално пјевање) која се разликује од пјевања које се користи у уобичајеном читању Торе. Поред традиционалног пјевања, постоји неколико стихова или кратких фраза у Мегили који се пјевају у другом пјевању, пјевању које се традиционално користи током читања књиге Плач Јеремијин (књига Тужаљки). Ти стихови су посебно тужни или се односе на Јевреје који су у изгнанству. Када читалац Мегиле пређе на мелодију књиге Тужаљки за те фразе, то појачава осјећај туге код слушалаца.
На неким мјестима Мегила се не пјева, већ се чита као писмо, због назива игерет („посланица“), који се примјењује на Књигу о Јестири. Такође је уобичајено још од времена раног средњег вијека Геонима да се цијела Мегила одмота прије него што се прочита, да јој се да изглед посланице. Према халахи (јеврејском закону), Мегила може да се чита на било ком језику који је разумљив слушаоцима.
Према Мишни (Мегила 30б), прича о нападу на Јевреје од стране Амалека, родоначелника Амана, такође треба да се прочита.

#### Благослови прије читања Мегиле
Прије читања Мегиле на Пурим, и ноћу и поново ујутру, читалац Мегиле рецитује три благослова а након сваког благослова заједница одговара са „Амин“. Приликом јутарњег читања Мегиле, трећи благослов се односи на остале светковине у дану као и на читање Мегиле:
| Хебрејски | Српски |
| --------- | --- |
| хебр.     | Благословен си, Господе мој, Боже наш, Царе свемира, Који си нас посветио Својим заповијестима и заповиједио нам да читамо Мегилу. |
| хебр.     | Благословен си, Господе мој, Боже наш, Царе свемира, Који си учинио чуда нашим прецима, у оне дане у ово доба.                     |
| хебр.     | Благословен си, Господе мој, Боже наш, Царе свемира, који си нас одржао у животу, подржао и довео нас у ово доба.                  |

#### Благослов и рецитације након читања Мегиле
Након читања Мегиле, сваки члан заједнице који је чуо читање рецитује благослов. Тај благослов се не чита осим ако минијан (кворум) није био присутан читању Мегиле.
| Хебрејски | Српски |
| --------- | --- |
| хебр.     | Благословен си, Господе мој, Боже наш, Царе свемира Који преузима нашу тугу, суди наше захтјеве, освети нашу неправду; Који доноси праведну одмазду свим непријатељима наше душе и тражи освету за нас од наших непријатеља. Благословен си Господе мој, који тражиш освету за свој народ Израиља од свих његових непријатеља, Бог који доноси спасење. |

Послије ноћног читања Мегиле рецитују се два пасуса.
Први је акростих пјесма која почиње сваким словом хебрејског алфабета, почевши са „Ко је одбацио савјет народа и поништио савјет лукавих. Када је зао човјек устао против нас, безобзирна зла грана Амалековог потомства…“ и завршавајући са "Ружа Јаковљева је била ведра и весела, када су заједно видјели Мардохеја обученог у царско плаво. Ти си им вјечно спасење и нада кроз генерације.“
Други се рецитује ноћу, али после јутарње Мегиле чита се само дио:
Јаковљева ружа је била ведра и весела, када су заједно видјели Мардохеја обученог у царско плаво. Ти си им био вјечно спасење и њихова нада кроз нараштаје.
Ноћу и ујутру се рецитује комплетан пасус.
| Хебрејски | Српски |
| --------- | --- |
| хебр.     | Да објавим да се неће постидјети сви који се у Тебе надају; нити се икад понижавају они који се у Тебе утече. Нека је проклет Аман који је хтио да ме уништи, благословен био Мардохеј Јехуди. Нека је проклета Зерес, жена мог терористе, благословена Јестира која се жртвовала за мене — и Харвона, такође, нека буде упамћена по добру [што је предложила краљу да се Аман објеси на вјешала.] |

#### Жене и читање Мегиле
Жене имају обавезу да слушају Мегилу јер су и оне биле укључене у чудо. Ортодоксне заједнице, укључујући већину савремених ортодоксних, углавном не дозвољавају женама да воде читање Мегиле. Рабински ауторитети који сматрају да жене не треба да читају Мегилу саме, због несигурности који благослов треба да изговарају након читања, слажу се да оне имају обавезу да је чују. Према тим властима, ако жене или мушкарци, не могу да присуствују службама у синагоги, Мегилу треба да им чита насамо сваки мушкарац старији од тринаест година. Често у ортодоксноим заједницама постоји посебно јавно читање само за жене, које се обавља било у приватној кући или у синагоги, али Мегилу чита мушкарац.
Неки савремени ортодокснои лидери сматрају да жене могу да служе као јавни читаоци Мегиле. Женска читања мегиле су постала све чешћа у либералнијем савременом ортодоксном јудаизму, иако жене могу да читају само за друге жене, према ашкенаским властима.

#### Брисање Амановог имена
Када се Аманово име изговара наглас током јавног читања Мегиле у синагоги, што се дешава 54 пута, присутни праве буку како би потиснули или „избрисали“ његово име. Сматра се да је та пракса почела од тосафиста (водећих француских и њемачких рабина из 13. вијека). У складу са одломком у Мидрашу, гдје се објашњава да стих „Избриши сјећање на Амалека“ значи „избрисати га чак и од дрвета и камења“, развио се обичај да се на два глатка камена испише име Амана, потомка Амалека, и да се куцају док се име не избрише. Неки су исписивали име Аман на ђону својих ципела, а на помен имена куцали ногама у знак презира. Други метод је био коришћење бучне чегртаљке, назване рашан (од хебрејског ra-ash, што значи „бука“) и грагер на јидишу. Неки од рабина су протестовали против тих бурних иступа, сматрајући их ометањем јавног богослужења, али је обичај коришћења чегртала у синагоги на Пурим постао скоро универзалан, са изузетком шпанских и португалских Јевреја и других сефардских Јевреја, који сматрају да је то неправилан прекид читања.

### Поклони у виду хране и добротворне сврхе
Књига о Јестири прописује „слање части једног човјека другоме и дарова сиромашнима“. Према халахи, свака одрасла особа мора једној особи дати најмање двије различите намирнице, а двојици сиромашних најмање двије добротворне донације. Пакети са храном се називају мишлоах манот („слање порција“), а у неким круговима је тај обичај прерастао у велики догађај даривања.
Да би се испунила мицва давања милостиње за двоје сиромашних људи, што је познато као матанот лаевјоним, може се дати или храна или новац који је једнак количини хране која се поједе током редовног оброка. Мојсије Мајмонид је у свом дјелу написао да је боље потрошити више на добротворне сврхе него на давање мишлоах манот. У синагоги се редовно прикупљају добротворне донације током празника, а новац се дијели међу онима којима је потребан. Међу сиромашнима се не прави разлика; свако ко је спреман да прихвати доброчинство може да учествује. Најсиромашнији Јеврејин, чак и онај који је и сам зависан од милостиње, дужан је да даје другим сиромашним људима.

### Празнични оброк и пиће
На дан Пурима одржава се свечани оброк који се зове сеудат пурим. Најпознатија традиционална посластица за Пурим је хаманташен, пециво у облику троугла који представља троугласти шешир Амана и обично садржи слатко пуњење, попут чоколаде или џема.
Постоји дугогодишњи обичај да се пије вино на гозби. Обичај потиче од изјаве у Талмуду која се приписује рабину по имену Рава, а у којој се каже да људи треба да пију на Пурим све док не буду могли да разликују арур Амана („Проклет је Аман“) и баруха Мардохеја („Благословен је Мардохеј“). Испијање вина је истакнуто у складу са веселом природом гозбе, али помаже и да се симулира искуство духовног сљепила, при чему се не може разликовати добро (Мардохеј) и зло (Аман), што се сматра радикалним одступањем од нормалне јеврејске праксе самоконтроле и одржавања способности да се праве кључне разлике, као што је између добра и зла; други тумаче то поређење као да Бог треба једнако да се слави због Амановог пада и због Мардохејевог уздизања. Испијање вина се заснива на чињеници да се спасење Јевреја догодило кроз вино. Конзумацију алкохола су ране власти касније кодификовале, а док су једни заговарали потпуно пијанство, други су, у складу са мишљењем многих раних и каснијих рабина, учили да треба пити само мало више него обично и онда заспати, уз објашњење да у сну неће моћи да разликују проклетство од благослова. Други ауторитети, укључујући Магена Аврахама, написали су да особа треба да пије све док не буде могла да израчуна гематрију (нумеричке вриједности) обје фразе.

### Пост
Јестирин пост, који се одржава прије Пурима, 13. адара, оригинални је дио прославе Пурима, који се помиње у Јестири 9:31 и 9:32. Први који помиње Јестирин пост је Ахаи из Шабе у 8. вијеку, у Шеилтоту 4, након чега пост 13. адара помињу у 9. вијеку Натронаи Гаон, Садија Гаон, Шедира Гаон и Хаи Гаон. Разлог који се наводи за његову институцију заснива се на тумачењу Јестире 9:18, Јестире 9:31 и Талмуда Мегиле 2а, гдје пише: „13. је било вријеме окупљања“, за које се објашњава да је окупљање имало и сврху јавне молитве и поста. Неки су постили три дана у спомен на Јестирин пост, али пошто је пост био забрањен током мјесеца нисана, изабрани су први и други понедељак и четвртак послије Пурима. Пост 13. адара је наставио да се поштује, али када тај датум падне на Шабат, пост се помјера назад на претходни четвртак, а петак је неопходан за припрему за суботу и следећи фестивал Пурима.

## Обичаји

### Поздрав
Уобичајено је да се поздрављају на Пурим на хебрејском са Chag Purim Sameach, на јидишу са ah freilichin Purim или на ладиноу Purim Allegre. Са хебрејског се преводи као „Срећан празник Пурим“, док се са јидиша и ладиноа преводи као „Срећан Пурим“.

### Маскирање
Сматра се да је обичај маскирања у ношње и ношења маски вјероватно настао код италијанских Јевреја крајем 15. вијека. На концепт је вјероватно утицао римски карневал и проширио се широм Европе, а пракса је уведена у земље Блиског истока тек током 19. вијека. Први јеврејски кодификатор који је поменуо обичај био је Јуда Минц. Већина власти истиче забринутост због могућег кршења библијског закона ако мушкарци облаче женску одјећу, али неки дозвољавају све облике маскенбала, јер се на њих гледа као на облике весеља. Неки рабини су дозволили и ношење рабински забрањеног шатнеза.
Један од наведених разлога за обичај јесте тај да ошто је доброчинство централна карактеристика празника, када се даваоци и примаоци маскирају, то омогућава већу анонимност чиме се чува достојанство примаоца. Такође, сматра се да је то начин опонашања Бога који је „прикрио“ своје присуство иза природних догађаја који су описани у књизи о Јестири и остао је скривен (али увијек присутан) у јеврејској историји од уништења Првог храма, па се као разлог за маскирање наводи тај што алудира на скривени аспект чуда Пурима, које је било „прикривено“ природним догађајима, али се сматра да је дјело Свемогућег.
Додатна објашњења за маскирање су заснована на Таргуму о Јестири (поглавље 3), у којем се каже да је Аманова мржња према Мардохеју проистекла из Јаковљевог „облачења“ као Исав да би добио Исакове благослове. Такође се помињу и други који су се „обукли“ или сакрили, а који се помињу у књизи о Јестири; Јестира која не открива да је Јеврејка, Мардохеј који се обукао у костријет, као и касније Мардохеј обучен у царску одјећу. Спомиње се и цитат из књиге, у којем се наводи: „многи од народа ове земље постадоше Јевреји, јер их обузе страх од Јевреја“, о чему је Вилна Гаон рекао да ти гентили нису били прихваћени као преобраћеници јер су само споља изгледали као Јевреји, јер су то радили из страха; Објашњење за маскирање дато је и у примјеру који је наведен у Талмуду Мегила 12а, о претварању које се дешавало само у „спољашњем изгледу“, да су се Јевреји клањали Аману само споља, чврсто се држећи свог јеврејског вјеровања изнутра, а сходно томе, Бог је само дао привид као да је требало да се униште сви Јевреји, док је изнутра знао да ће их спасити.
Дјевојчице се обично прерушавају у Јестиру, а дјечаци у Мардохеја, али се такође користе и бројни други костими, док неки Јевреји облаче и своје кућне љубимце у костиме. Због прерушавања и учествовања на фестивалима и маскембалима, пореди се са Ноћу вјештица, а понекад се назива и јеврејска ноћ вјештица. Продавница костима за Пурим у Бруклину отворена је само током неколико мјесеци и продаје разне врсте костима, као што су суперјунаци и разни емотикони.

### Спаљивање Аманове слике
У 5. вијеку постојао је обичај да се на Пурим спали Аманова слика. Спектакл је изазвао гнијев раних хришћана који су исмијавање и „погубљење“ Амановог лика протумачили као прикривени покушај да се поново одигра Исусова смрт и исмије хришћанска вјера. Такве манифестације су биле забрањене за вријеме владавине Флавија Августа Хонорија (395–423) и Теодосија II (408–450). Обичај је био популаран током Геонског периода (9. и 10. вијек), а један научник из 14. вијека је описао како су људи јахали улицама Провансе држећи јелове гране и трубећи у трубе око Аманове лутке која је објешена и касније спаљена. Пракса се наставила у 20. вијеку, а дјеца су Амана третирала као неку врсту „Гаја Фокса“. Почетком 1950-их, обичај се још увијек поштовао у Ирану и неким удаљеним заједницама у Курдистану, гдје би им се млади муслимани понекад придружили.

### Представе
Пурим спил (Пуримска представа) је комична драматизација која покушава да пренесе сагу приче о Пуриму.
До 18. вијека, у неким дјеловима источне Европе, Пуримске представе су еволуирале у широке сатире са музиком и плесом за које је прича о Јестири била само изговор. До средине 19. вијека неке представе су се заснивале и на другим библијским причама. У 21. вијеку, пуримске представе могу да се врте око свега што се тиче Јевреја, јудаизма или чак оговарања заједнице, а које ће донијети весеље и комично олакшање публици која слави тај дан.

### Пјесме
Пјесме повезане са Пуримом засноване су на изворима који су талмудски, литургијски и културни. Традиционалне пјесме Пурима укључују Mishenichnas Adar marbim be-simcha („Када уђе [хебрејски мјесец] Адар, имамо много радости“ — Мишна Танит 4:1) и LaYehudim haitah orah ve-simchah ve-sasson ve-yakar („Јевреји су имали свјетлост и весеље, радост и част“ — Јестира 8:16). Молитва Шошанат Јаков пјева се на крају читања Мегиле. Постоји и велики број дјечјих пјесама (са нелитургијским изворима), као што су Био једном опаки зли човјек, , , .

### Традиционална храна
На Пурим, Јевреји Ашкенази и Израелски Јевреји (и ашкенаског и сефардског поријекла) једу троугласта пецива која се зову хаманташ („Аманови џепови“) или oznei Haman („Ааманове уши“). Слатко тијесто за пециво се разваља, сијече на кругове и традиционално се пуни филом од малина, кајсија, урми или мака. У модерно доба, користи се и чоколада, док постоје и нетрадиционални експерименти као што је пица хаманташ. Пециво се умотава у троугласти облик са надјевом, који може да буде скривен или видљив. Међу сефардским Јеврејима се једе пржено пециво звано фазуелос, као и низ печених или пржених пецива под називом Orejas de Haman (Хаманове уши) или Hojuelas de Haman.
Сјеме, орашасти плодови, махунарке и зелено поврће се обично једу на Пурим, јер Талмуд истиче да је царица Јестира јела само те намирнице у Асвировој палати, пошто није имала приступ кошер храни.
Креплах, врсту кнедли пуњених куваним месом, пилетином или џигерицом и сервиране у супи, традиционално служе Јевреји Ашкенази на Пурим. „Скривање“ меса унутар кнедле служи као још један подсјетник на причу о Јестири, јединој књизи хебрејских списа поред Пјесме над пјесмама која не садржи ни једну једину референцу на Бога, који дјелује као да се крије иза кулиса.
Арани халушка, врста халушке која се састоји од пржених лоптица и крема од ваниле, традиционална је за Јевреје из Мађарске и Румуније, као и за њихове потомке.
У средњем вијеку, европски Јевреји су јели нилиш, врсту блинца или галета.
Посебни хљебови се пеку међу разним заједницама. У мароканским јеврејским заједницама, пуримски хљеб се зове ojos de Haman („Аманове очи”) и понекад се пече у облику Аманове главе, а очи, које су направљене од јаја, ишчупају се како би се демонстрирало уништење Амана.
Код пољских Јевреја, коилиц, пурим хала од сувог грожђа која се пече у дугачком уврнутом колуту и преливена малим шареним бомбонима, служи да дочара живописну природу празника.

### Учење Торе
Постоји широко распрострањена традиција проучавања Торе у синагоги изјутра на Пурим, током догађаја под називом „Yeshivas Mordechai Hatzadik“ („Мардохеј Праведник“) у знак сјећања на све Јевреје које је Мардохеј инспирисао да науче Тору како би се поништио зли декрет против њих. Дјеца се посебно охрабрују да учествују, са давањем награда и слаткиша, због чињенице да је Мардохеј много дјеце учио Тори у то вријеме.

### Ирански Јевреји
Ирански Јевреји славе Пурим на исти начин као Јевреји широм свијета, али са неким јединственим традицијама и обичајима који одражавају њихово иранско насљеђе. Изразити аспекти прослава празника међу иранским Јеврејима је употреба традиционалних персијских костима и маски. Они такође поштују многе традиционалне праксе које се налазе у другим јеврејским заједницама, као што су читање Мегиле, давање међусобних поклона и давање дарова сиромашнима, као и свечани пуримски оброк.
Крајем 2010. године, када су тензије између Исламске Републике Иран и Израела биле велике, стотине исламиста протестовало је испред гробнице у малој улици која се звала Естер Лејн, гдје се вјерује да су тијела Јестире и Мардохеја. Пропаганда из доба Другог свјетског рата о Пуриму као прослављању персијског масакра поново се појавила у иранским медијима, а западни медији су почели да пишу о иранском „рату против Пурима“. Пријетње нијесу остварене, а у медијима су почела да се појављују питања о томе шта значи славити празник који слави јеврејски опстанак суочен са персијским декретом док се још увијек живи у модерној Персији — Ирану.

## У Јерусалиму

### Шушан Пурим
Шушан Пурим је 15. адара и то је дан када Јевреји у Јерусалиму славе Пурим. Дан се такође универзално слави тако што се изоставља молитва Таханун и једе се богатији оброк него обичних дана.
Пурим се у осталим дјеловима слави 14. адара јер су се Јевреји у градовима без зидина борили са својим непријатељима 13. адара и одмарали се наредног дана. Али, у Шушану, главном граду Персијског царства, Јевреји су се борили са непријатељима 13. и 14. адара и одмарали су се 15. адара (Јестира 9:20–22). У знак сјећања на то, одлучено је да, док се побједа универзално слави 14. адара, за Јевреје који живе у Шушану, празник буде одржан 15. адара. Касније, у знак поштовања према Јерусалиму, мудраци су одредили да ће се славити Пурим 15. адара у свим градовима који су били ограђени зидинама у вријеме када су Израелци, под вођством Исуса Навина, ушли у Ханан и освојили земљу Израел. Тај критеријум је дозволио граду Јерусалиму да задржи свој значај за Јевреје, а иако Шушан није био ограђен зидинама у вријеме Исуса Навина, направљен је изузетак пошто се ту догодило чудо.
У модерном добу се води дебата о томе да ли су околна насеља Јерусалима обавезна да светкују Пурим 14. или 15. адара. Такође се постављају питања у вези са тим да ли су други градови били довољно ограђени зидинама у доба Исуса Навина, па је уобичајено да се у неким градовима, укључујући Хеброн, Сафед, Тиберијаду, Ако, Ашдод, Ашкелон, Бершеву, Бет Шеан, Бет Шемеш, Газу, Џиш, Хаифу, Јафу, Лод, Рамлу и Сихем, слави Пурим 14. и одржава додатно читање мегиле 15. адара без благослова. У дијаспори, Јевреји у Багдаду, Дамаску, Прагу и осталим градовима такође славе Пурим 14. и одржавају додатно читање мегиле 15. адара без благослова. Пошто се не зна са сигурношћу гдје се налазе градови ограђени зидинама из времена Исуса Навина, једини град који слави само Шушан Пурим у 21. вијеку је Јерусалим, али је рабин Иоел Елизур је написао да становници Бејт Ела и Мево Хорона треба да славе само 15. адара, попут Јерусалима.
Ван Јерусалима, хасидски Јевреји облаче своју празничну одјећу на Шушан Пурим и могу да присуствују тишу, као и да дају мишлоах манот, што је само обичај, а не вјерска обавеза.

### Пурим Мехулах
Пурим Мехулах или троструки Пурим, донекле је ријетка календарска појава која утиче на то како се Пурим посматра у Јерусалиму и у другим градовима који су у древним временима били окружени зидинама.
Неки славе и Пурим 14. и Шушан Пурим 15. адара; Шабат никада не може да буде 14. адара, а када Шушан Пурим пада у суботу 15. адара празник се слави у периоду од три дана, због тога што на Шабат није дозвољено да се врше неке од мицви које су обавезне на Пурим. читање мегиле и подјела милостиње одржава се у петак 14. адара, који се тада зове Пурим депразос. Молитва Ал ха-Нисим се чита само у суботу 15. адара, што је сам Пурим у Јерусалиму. Недељни дио Торе (Тецевех или Ки тиса у редовним годинама, Цав у преступним годинама) се чита као и обично, док се дио Торе за Пурим чита за мафтир, а хафтара је иста као што се читао претходни Шабат, Парсхат Зацхор. У недељу (16. Адара), која се зове Пурим Мехулах, шаље се мишлоах манот и одржава се празнична пуримска трпеза.

## Други Пурими

### Пурим Катан
Током преступних година по хебрејском календару, Пурим се слави у адару II, који је тада седми мјесец по реду, али га Караити славе у 14. адара I, који се тада зове Пурим Катан („мали Пурим“ на хебрејском), а 15. је Шушан Пурим Катан, за који не постоје утврђени обичаји али има мањи празнични аспект. Разлике између првог и другог Пурима у преступним годинама помињу се у Мишни. Одређене молитве као што су Таханун, Еил Ерех Апаиим (када је 15. адар I понедељак или четвртак) и Ламнацтеах (Псалам 20) се изостављају током службе. Када је 15. адар I на Шабат, молитва Ав Харацхим се изоставља. Када 13. или 15. Адар I пада на Шабат, молитва Цидкасча се изоставља у Минчи. Пост је забрањен.

### Заједнички и породични Пурими
Током историје, многе јеврејске заједнице широм свијета оснивале су локалне „пуриме“ у знак сјећања на њихово ослобођење од катастрофе, антисемитског владара или едикта. Један од најпознатијих је Пурим Винц, који се традиционално слави у Франкфурту недељу дана након редовног Пурима. Пурим Винц обиљежава устанак у Фетмилху (1616–1620), у којем је Винценц Фетмилх покушао да истријеби јеврејску заједницу. Према неким изворима, утицајни рабин Мосес Софер (Хасам Софер), који је рођен у Франкфурту, славио је Пурим Винц сваке године, чак и када је служио као рабин у Пресбургу.
Рабин Јом Тов Липман Хелер (1579–1654) из пољског града Краков, затражио је да његова породица слави приватни Пурим, означавајући крај његових многих невоља, укључујући суочавање са измишљеним оптужбама. Пошто Пуриму претходи дан поста, рабин је такође наредио својим потомцима да имају приватни дан поста, 5. дана тамуза, обиљежавајући једно од његових заточеништва (1629), које је трајало 40 дана.
Јеврејска заједница у Хеброну славила је два историјска Пурима, оба из османског периода. Први се зове прозорски Пурим или Пурим Така, који се славио због спаса заједнице од паше који је владао Хеброном 1824. године. Према причи паша је једног дана позвао поглавара јеврејске заједнице Хеброна и рекао му је да му за три дана донесе 50.000 грушима или ће половину јеврејске заједнице спалити, а остале продати као робове. Када су остали Јевреји чули декрет уплашили су се, а рабини су прогласили пост и сви су се окупили у синагоги, гдје су се молили. Постили су три дана и написали су посебну молитву, коју су донијели пред пећину Макпелу, гдје су подмитили нејеврејског стражара, тражећи од њега да баци молитву у унутрашње пећине кроз прозор у поду, јер је Јеврејима било забрањено да уђу у пећину. У поноћ прије него што је почео трећи дан, паша се изненада пробудио угледавши три старца који су стајали поред његовог кревета и који су тражили од њега 50.000 грушима, а ако одбије рекли су му да ће одмах умријети. Паша се уплашио и дао им је своју торбицу пуну златника и златну огрлицу своје жене, како би дао тражену суму. Наредног јутра је паша послао војнике да траже порез који је одредио Јеврејима у Хеброну. Када су лупали на капију јеврејске четврти, један Јевреј је потрчао да је отвори, али је прије него што је стигао до капије, наишао на торбу која је лежала на земљи и подигао је. Примијетио је мали прозор поред капије, отрчао је са торбом у синагогу и вратио се да отвори капију. У међувремену, други Јевреји су отворили торбу и видјели да је пуна златника, а након што су их пребројали видјели су да има тачно колико је паша тражио од њих. Отишли су код паше да му исплате новац који је тражио, поред златног ланчића који је био у торби. Паша кад је видио новац и огрлицу, рекао је Јеврејима: „Имајте на уму, торба и њен садржај су моји. Одузели су ми је синоћ три Патријарха, да спасу душу моју од злог гријеха. А сада, знајући да су се Авраам, Исак и Јаков пробудили из страха за ваше животе и за ваше добро су устали из гробова, од овог тренутка имам само највеће поштовање према вама. Укидам свој декрет. Узмите назад овај новац, он припада вама. Молите се за мене да се сачувам од несреће у све дане мога живота.“ Многи су забиљежили да је датум био 14. у мјесецу, што одговара датуму Пурима 14. Адара. Други се звао Пурим Ибрахим-паше, у коме је заједница спасена током битке.
Разне друге прославе Пурима у јеврејској историји дешавале су се у Јемену, Италији, Вилни и другим мјестима.

## У модерној историји
Адолф Хитлер је забранио обиљежавање Пурима. У говору одржаном 10. новембра 1938. (дан послије Кристалне ноћи), нацистички политичар и истакнути антисемита Јулијус Штрајхер изјавио је: „баш као што је Јевреј искасапио 75.000 Персијанаца за једну ноћ, иста судбина би задесила њемачки народ. Јевреји би установили нови празник Пурим у Њемачкој.“
Нацистички напади на Јевреје често су били усклађени са јеврејским фестивалима. На Пурим 1942. десет Јевреја је објешено у Здуњској Воли да би се осветили за вјешање десет Аманових синова, док је у Минском гету убијено преко 5.000 Јевреја, углавном дјеце, које су стријељали и живе закопали. Године 1943. нацисти су стријељали десет Јевреја из гета Пјотрков Трибуналски како би се осветили за десет Аманових синова. Исте године уочи Пурима, нацисти су у Ченстохови стријељали преко 100 јеврејских љекара и њихових породица. Наредног дана, јеврејски љекари су одведени из Радома и стријељани у близини у Шидловјецу. Поред тога, Јевреји су пркосили нацистичком режиму и славили су Пурим у нацистичким гетима, као и на другим мјестима.
У вези коју је Хитлер направио између његовог нацистичког режима и улоге Амана, у говору одржаном 30. јануара 1944. године, изјавио је да би Јевреји, ако би нацисти били поражени, могли да славе други Пурим. Послије Нирнбершких суђења, кад се пењао према вјешалима, Јулијус Штрајхер је рекао „Пурим 1946“, што је записао новинар Џозеф Кингсбури Смит, који је добио Пулицерову награду 1956. Према рабину Мардехају Неугрошелу, у Књизи о Јестири постоји шифра која се налази у именима десет Аманових синова. Три хебрејска слова — тав, шин и заин, пишу се мање од осталих, док се вав пише већи. Велики вав, који представља број шест, одговара шестом миленијуму свијета од стварања, што је, према јеврејској традицији, период између 1240. и 2240. године нове ере. За слова тав, шин и заин, њихове нумеричке вриједности износе 707, а заједно се та слова односе на јеврејску 5707. годину, односно 1946. или 1947. секуларну годину. У свом истраживању, Неугрошел је истакао да је десет нацистичких оптуженика у Нирнбершком суђењу погубљено вјешањем 16. октобра 1946. године, што је био датум коначног судњег дана јудаизма — Хошана рабах. Такође, Херман Геринг, једанаести нацистички званичник осуђен на смрт, извршио је самоубиство, паралелно са Амановом ћерком у Трактату Мегила.
У хасидском покрету хабад постоји прича да је Јосиф Стаљин умро као резултат неке метафизичке интервенције седмог вође Хабада, рабина Менахема Мендела Шнерсона, током рецитовања говора на јавном Пурим фарбренгену. Стаљин је изненада парализован 1. марта 1953. године, што одговара Пуриму 1953. и умро је четири дана касније. Због Стаљинове смрти, спријечени су национални погроми над Јеврејима широм Совјетског Савеза, пошто је Стаљинова злогласна завјера љекара заустављена.
Масакр у пећини Патријарха десио се током Пурима 1994. године, када је Барух Голдстајн, америчко-израелски љекар убио 29 и ранио 125 палестинских муслимана у току вјерског обреда. Преживјели масакра су га претукли на смрт. Напад бомбаша самоубице у Дизенгоф центру догодио се уочи Пурима 4. марта 1996. године, приликом којег је убијено 13 особа и рањено 130.

## У медијима
У филму компаније 20th Century Fox из 1960. — Јестира и краљ, глуме Џоун Колинс као Јестира и Ричард Иган као Асвир. Снимљен је у Италији, а редитељ је био Раул Волш. Филм из 2006. године — Једна ноћ са краљем говори о животу младе јеврејске девојке Хадасе, која постаје библијска Јестира, краљица Персије, и спасава јеврејску нацију од уништења од стране њеног највећег непријатеља док осваја срце краља Ксеркса.
Комедија из 2006. године под називом На разматрање, користи уређај филм у филму, у коме фиктивни филм који се производи носи назив Дом за Пурим, а говори о прослави Пурима једне јужне јеврејске породице. Међутим, када филм добије Оскара, руководиоци студија сматрају да је „превише јеврејски“ и приморавају филм да се преименује у Дом за Дан захвалности.